# Clara Britos
Clara Alejandra Britos, nacida el 8 de mayo de 1966, es una periodista argentina, residente en Guernica, Presidente Perón, provincia de Buenos Aires.
En (2004), recibió en Miami, EE. UU. , el premio Hellman/Hammet que Human Rights Watch entrega a la trayectoria y la investigación periodística.

## Trayectoria
Es la autora de la investigación que demostró que los militantes sociales Maximiliano Kosteki y Darío Santillán habían sido marcados y seguidos por la policía desde mucho antes de su asesinato en Avellaneda el 26 de junio de 2002, en lo que constituyó una de los peores momentos de la crisis post Argentinazo del 20 de diciembre de 2001. Esa nota publicada en su medio regional La Tapa, fue citada por el más destacado periodista de investigación de la Argentina, Horacio Verbitsky.
Escribió, o colabora como periodista, entre otros, con los siguientes medios: [cita requerida]
- Revista TxT, (2003)
- Revista Veintitrés, (2003)
- Diario Página/12, (2002)
- Semanario regional La Tapa, directora, Guernica, Presidente Perón, (2001- 2004)
- Revista Todo Deporte, redactora jefa, reportera gráfico, Neuquén, (1997)
- Radio Los Canales, producción y conducción:
- Programa Posdata, de Posdata Producciones Literarias para Radiodifusión, y programa El Empedrado Tango y Literatura, (1996- 1998) Neuquén.
- La Mañana del Sur, Cultura, Neuquén, (1994)
- Semanario De Todos Nosotros, columna Política, Guernica, (1988- 1989)
- Semanario Pinamar, Cultura, Pinamar, (1983)
- Semanario El Pionero, redacción, Pinamar, (1982- 1983)
- Semanario Piedra Libre, redacción, Pinamar (1982)
- Diario El Atlántico, Cultura y Espectáculos, Mar del Plata, (1982)

## Militancia
[cita requerida]
Estuvo a cargo, con responsabilidad ad honorem, de algunos talleres brindados por la Municipalidad de Presidente Perón:
- Taller de Literatura y Revisionismo Histórico (1998- 1999)
- Taller de Metodología de Estudios (1998- 1999)
- Taller de Literatura y Comunicación (2000)

También ocupó cargos políticos: [cita requerida]
- Directora de Derechos Humanos en la Municipalidad de Presidente Perón (2006- 2007).
- Asesora de la interventora de PAMI Lanús (abril- mayo de 2007).

- Fue organizadora del Primer Encuentro Regional de la Imagen y la Poesía. Auspiciado por la Dirección de Cultura de la ciudad de Plottier, y Dirección de Cultura de Neuquén. [cita requerida]

- Otros cursos y talleres, auspiciados por la UNCo (1995- 1997)

## Estudios
- Licenciatura Ciencias Políticas y Gobierno (2º año) UNLa (2000- 2001).
- Periodismo de Investigación (2006).
- Abogacía: Ingreso (2007).
- Política y Economía Social - UPMPM, (2007).

### Cursos y Talleres
- Cursos y seminarios en Derechos Humanos Internacionales.
- Historia Americanista
- Literatura y Periodismo (F.P.N.P.I)
- Locución
- Producción de Radio y TV. (APTRA)

### Seminarios
- 3º, 4º y 5º "Encuentro Regional de Escritores" (1995- 1996- 1997) Río Negro y Neuquén.
- Seminario "Turismo Científico", Museo Paleontológico, arqueológico y antropológico de Villa El Chocón, Neuquén.
- Otros.

## Premios
[cita requerida]
- Beca "Hellman/Hammet" de Human Rights Watch a la Trayectoria e investigación periodística. Miami, EE. UU., (2004).
- Primer Premio "Ensayos". Dirección de Cultura de la Ciudad de Plottier. Neuquén.

## Distinciones
[cita requerida]
- Miembro de IFEX.
- Colaboradora de Amnesty International en España y Argentina.
- Colaboradora y ciberactivista de Greenpeace.
- Miembro Honorario del Centro de Escritores César Cipolletti- 1996. Río Negro.

## Libros
[cita requerida]
Es autora de varias obras inéditas.